# Felipe Scío Riaza
Felipe Scío Riaza, in religione Filippo di San Michele (Valsaín, 28 settembre 1738 – Valencia, 9 aprile 1796), è stato un vescovo cattolico spagnolo.

## Biografia
Il padre apparteneva a una famiglia originaria dell'isola egea di Chio, da cui trasse il cognome, e giunse in Spagna al seguito di Elisabetta Farnese, di cui fu maestro di danza.
Abbracciò la vita religiosa tra gli scolopi della provincia di Castiglia e, conclusa la sua formazione nel collegio Nazareno a Roma, fu insegnante in vari collegi del suo ordine; ricoprì anche la carica di provinciale.
Nel 1780 il re di Spagna Carlo III lo scelse come insegnante per i suoi nipoti, i figli del principe Carlo. Ebbe tra i suoi allievi anche l'infanta Carlotta Gioacchina, che seguì in Portogallo dopo il suo matrimonio con l'erede al trono, il principe Giovanni: rimase in Portogallo presso l'infanta dal 1785 al 1793.
Nel 1790 pubblicò a Valencia la sua traduzione in spagnolo della Vulgata (Vulgata Latina, traducida al español, y anotada conforme al sentido de los santos Padres y expositores católicos). I critici giudicarono versione troppo letterale e criticarono la scelta di eseguirla direttamente sulla Vulgata e non sulle scritture originali, ma il suo intento era quello di pubblicare un'opera popolare.
Carlo IV lo scelse come vescovo di Segovia e papa Pio VI lo preconizzò nel concistoro del 18 dicembre 1795. Malato, prese possesso della sede solo per procura; morì prima di essere consacrato.